# Cmentarz „Na Piasku” w Głogowie Małopolskim
Cmentarz „Na Piasku” w Głogowie Małopolskim – czynna nekropolia rzymskokatolicka położona przy ulicy 3 Maja w Głogowie Małopolskim, w powiecie rzeszowskim w województwie podkarpackim. Zajmuje powierzchnię 1,40 ha. Zarządzany przez parafię pw. Świętej Trójcy w Głogowie Małopolskim. Cmentarz jest wpisany do rejestru zabytków. W jego obrębie znajduje się kaplica cmentarna pw. Matki Boskiej Śnieżnej oraz budynek ze studnią, w której według opowieści znajdowała się woda lecznicza, niegdyś cel wizyt wielu pielgrzymów. Nazwa cmentarza pochodzi od terenu, na którym leży – składającego się głównie z piasku – oraz nazwy dzielnicy miasta: Piaski.

## Historia
Początkowo zmarli w Głogowie Małopolskim byli chowani w okolicy kościoła parafialnego. W XVIII wieku weszło w życie zarządzenie austriackie dotyczące umieszczania cmentarzy poza miastami. Poskutkowało to umieszczeniem cmentarza w zachodniej części obrzeży miasta, gdzie istnieje do dziś. Jego obszar z czasem się powiększał. Pierwszy plan jego terenu pochodzi z 1849 roku. Księgi zgonów podają, iż pierwszą pochowaną na tym cmentarzu osobą był Serafin Lorentz w 1832 roku.

## Wygląd i zabytki
Głogowski cmentarz parafialny znajduje się na zachód od centrum miasta. Jego powierzchnia to około 1,40 ha, a kształtem przypomina pięciobok. Ogrodzony jest żelaznym ogrodzeniem, kiedyś drewnianym. Wzdłuż dwóch jego boków znajduje się parking dla odwiedzających. Na teren cmentarza prowadzą trzy wejścia w formie bram i furtek (od strony ul. 3 Maja przy torach, od strony ul. 3 Maja przy skrzyżowaniu oraz na tyłach cmentarza). Główne wejście prowadzi wybrukowaną aleją przez zabytkową bramę do kaplicy cmentarnej pw. Matki Bożej Śnieżnej, z jej wizerunkiem w ołtarzu głównym. Na cmentarzu znajdują się aleje brukowane oraz ścieżki. Wśród grobów można zauważyć dużą rozbieżność w wyglądzie. Ze względu na długi czas istnienia cmentarza mogiły są różnorodne w formie – można znaleźć nagrobki ziemne, granitowe, lastrykowe, marmurowe, z kamienia czy innych materiałów, z drewnianymi, kamiennymi czy metalowymi krzyżami, tablicami, figurami, pomnikami.
W 1995 roku cmentarz został wpisany do rejestru zabytków (nr rejestru A-929 z dnia 15 lipca 1995 r.).
Wśród istotnych punktów na cmentarzu jest:
- Kaplica cmentarna – punkt centralny na terenie nekropolii, znajduje się na lekkim wzniesieniu, budynek na przestrzeni lat wielokrotnie zmieniał swoją formę, w 1673 znajdował się tu drewniany kościół ufundowany przez Kacpra „Jelita” Makowskiego, w 1766 roku rozebrany, zaś w 1831 roku wzniesiono w tym miejscu niewielki kościół murowany pw. Matki Boskiej Śnieżnej, dziś jest to kaplica cmentarna w ołtarzu głównym z obrazem Matki Boskiej, gdzie odbywają się msze święte pogrzebowe, wewnątrz znajduje się również między innymi dziewięć zabytkowych tablic epitafijnych[5]

- Kaplica z „Cudowną Studzienką” – druga, mniejsza kaplica w południowej części cmentarza, kiedyś leżąca poza jego obszarem, jednak w wyniku poszerzenia nekropolii na początku XX wieku obecnie na jego terenie. Wewnątrz niej, pośrodku bryły znajduje się studnia, w której według podań miała wybijać woda lecznicza. Według lokalnych opowieści jest to również miejsce objawienia. Kaplica powstała w 1766 roku, była ufundowana przez księżną Urszulę Lubomirską[6]. Współcześnie oprócz studni z ceglaną cembrowiną znajduje się tam obraz Matki Bożej Głogowskiej.
- Brama – okazała zabytkowa brama główna, kiedyś prowadząca bezpośrednio na cmentarz, współcześnie znajdująca się na terenie cmentarza przecinająca główną aleję prowadzącą do kaplicy. Brama powstała w 1905 roku[7]
- Pamiątkowy pomnik poległym za Ojczyznę – jeden z kilku na terenie cmentarza, duży monolit przy wejściu do nekropolii upamiętniający bohaterów walczących w latach 1831–1981, został ufundowany przez mieszkańców miasta w 1990 roku[8]
- Kapliczka przydrożna św. Jana Nepomucena – jeden z zabytków małej architektury sakralnej, wewnątrz znajduje się figura św. Jana Nepomucena. Kapliczka powstała w 1849 roku, znajduje się ona w bliskim sąsiedztwie cmentarza przy drodze do niego prowadzącej[9]

## Groby osób zasłużonych
Pośród osób spoczywających na głogowskim cmentarzu jest wielu działaczy, którzy aktywnie uczestniczyli w życiu miasta i parafii oraz w jakiś sposób zasłynęli swoją działalnością. Są to liczni duchowni, byli proboszczowie, ale też nauczyciele, urzędnicy. Przykłady zasłużonych osób spoczywających na cmentarzu „Na Piasku”:
- ks. Jakub Forysiewicz (1891-1978) – wikary od 1919 roku, proboszcz od 1929 do 1967 roku, wśród zasług: sprowadzenie do miasta sióstr Michalitek
- ks. Bolesław Puzio (1917-1975) – proboszcz od 1967 do 1975 roku, wśród zasług: rozwinięcie w mieście działalności Ruchu Światło Życie i praca z młodzieżą
- ks. Stanisław Ujda (1929-1996) – proboszcz od 1975 do 1996 roku, wśród zasług: rozwój kultu Matki Boskiej
- Władysław Cesar (1888-1963) – wieloletni nauczyciel muzyki w Głogowie Małopolskim
- Franciszek Kotula (1900-1983) – nauczyciel, etnograf, muzeolog, regionalista, badacz, popularyzator kultury i sztuki ludowej, autor książek
- Rudolf Menerka (1846-1939) – nauczyciel i dyrektor szkoły, radny miasta, założyciel Powiatowego Towarzystwa Zaliczkowego, Towarzystwa Gimnastycznego „Sokół”, Straży Pożarnej, orkiestry dętej
- Andrzej Brzuza (1873-1949) – burmistrz miasta od 1926 do 1935 roku, za sprawą jego działań wybudowano nową szkołę
- Kazimierz Sztaba (1908-1997) – burmistrz od 1946 roku, członek Zarządu Miasta, Przewodniczący Komisji Popularyzacji Prawa oraz Komisji Urządzeń Osiedli, przyczynił się do budowy remizy, wieloletni ceniony organista w parafii[10]

Wśród nagrobków znajduje się wiele ciekawych architektonicznie form. Na cmentarzu znajdują się także groby osób zmarłych tragicznie w czasie wojen np. mogiła zbiorowa sześciu ofiar rozstrzelanych przez okupanta niemieckiego podczas II wojny światowej, na pomniku obok nazwisk poległych widnieje napis: „Pamięci ofiar terroru okupanta niemieckiego zamordowanych 24 VII 1943 r.”.

## Galeria

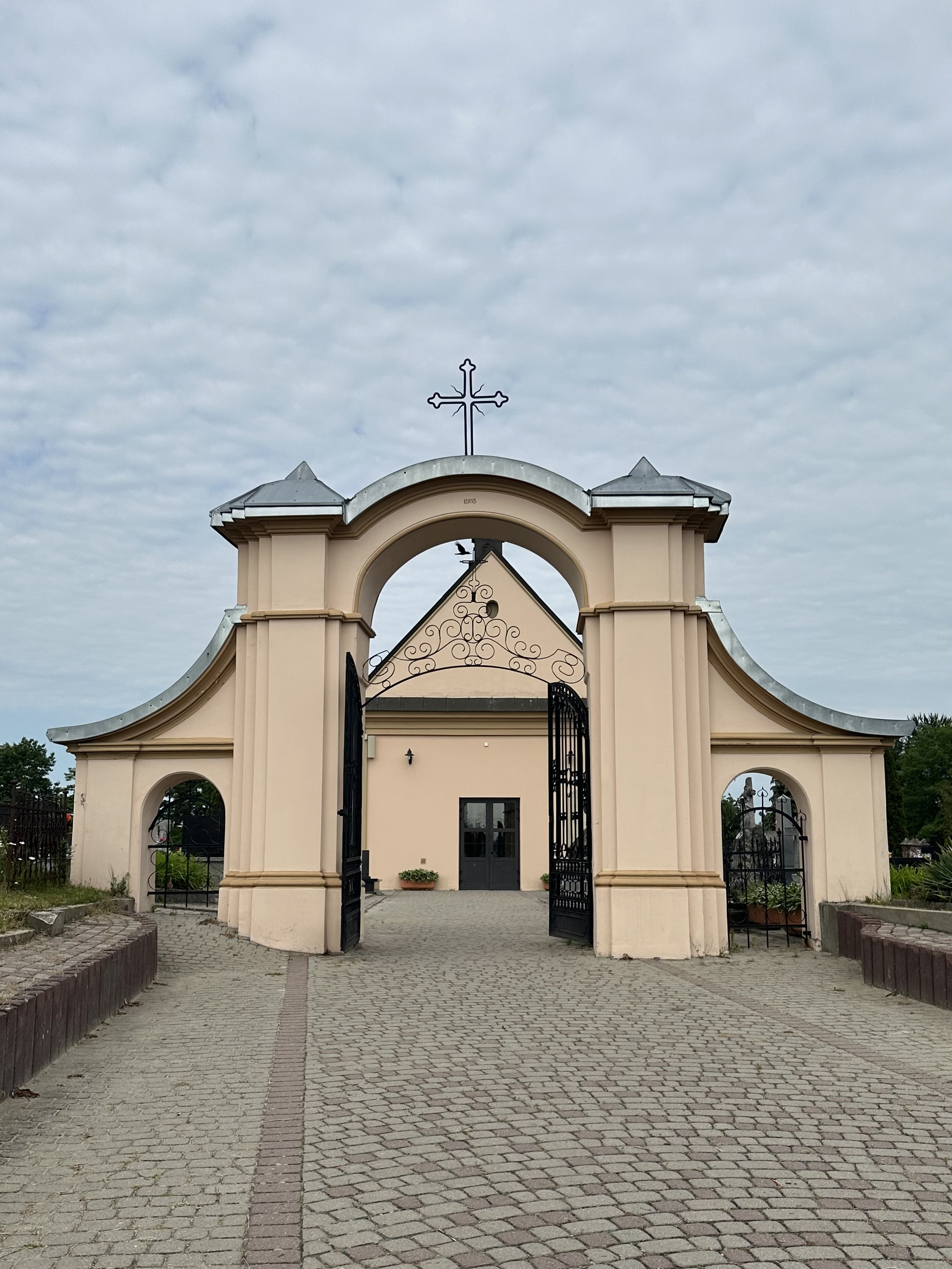
Główna brama na cmentarzu w Głogowie Młp.
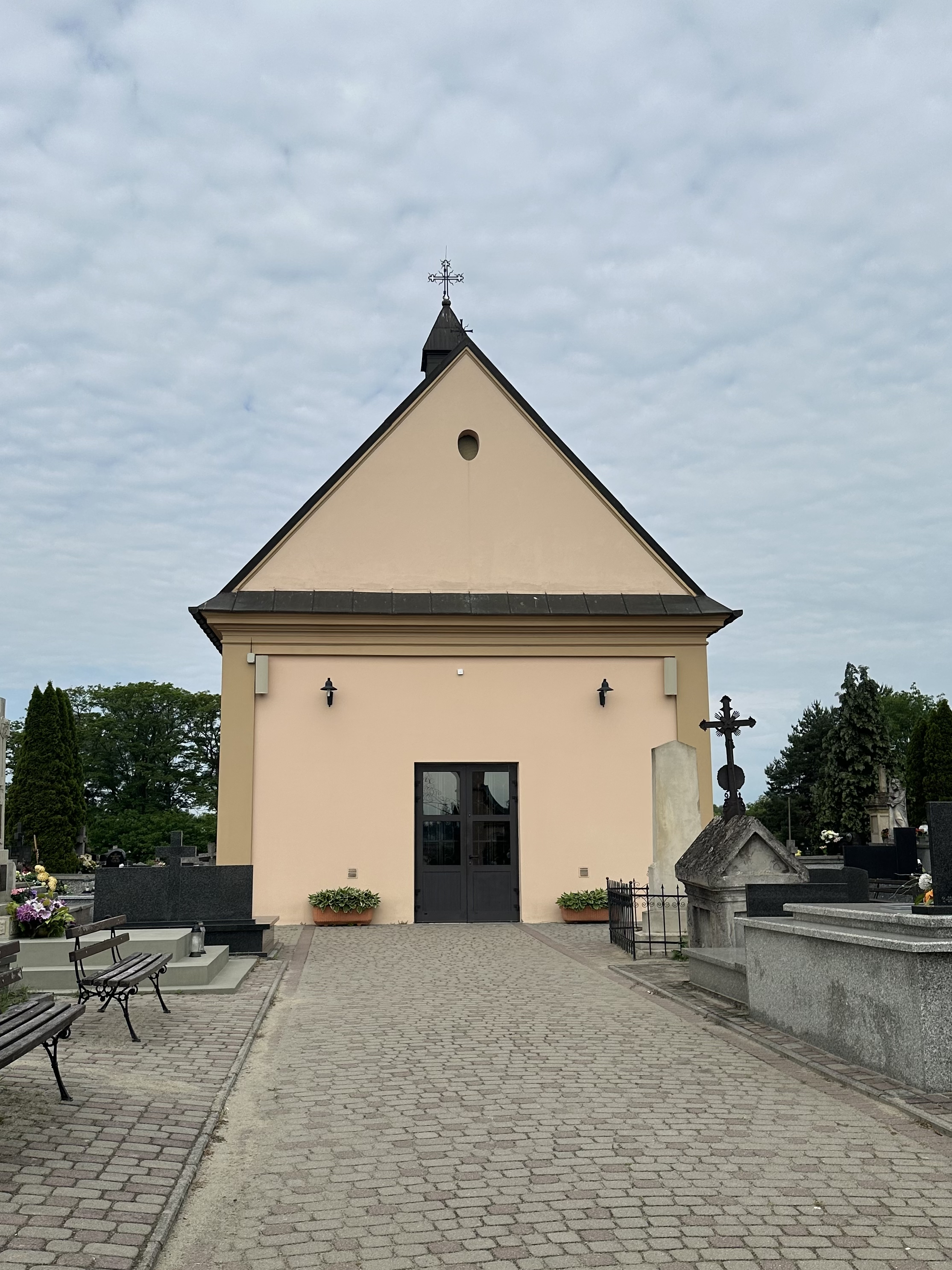
Kaplica cmentarna w Głogowie Młp. – widok od przodu
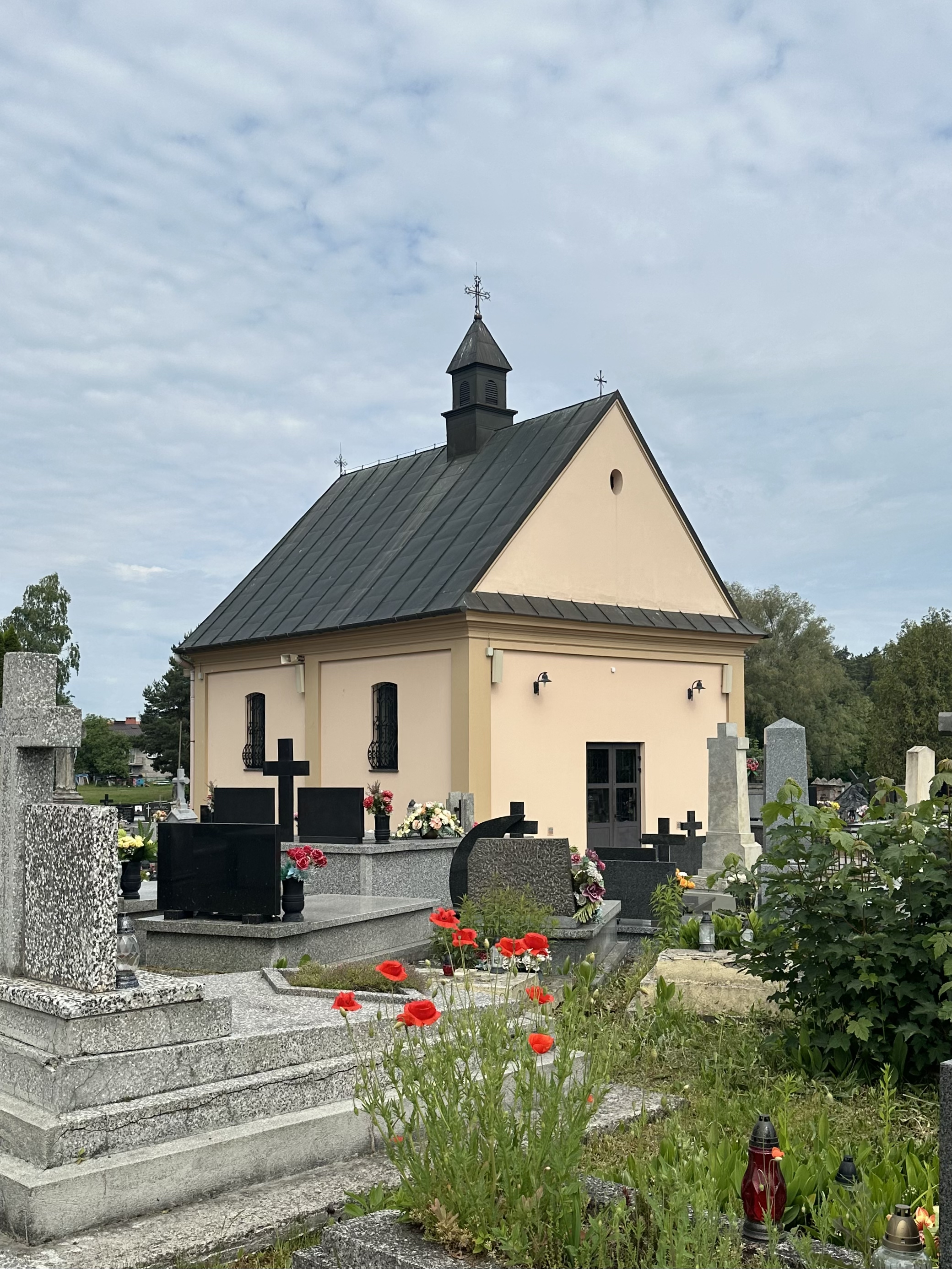
Kaplica cmentarna w Głogowie Młp. – widok od boku
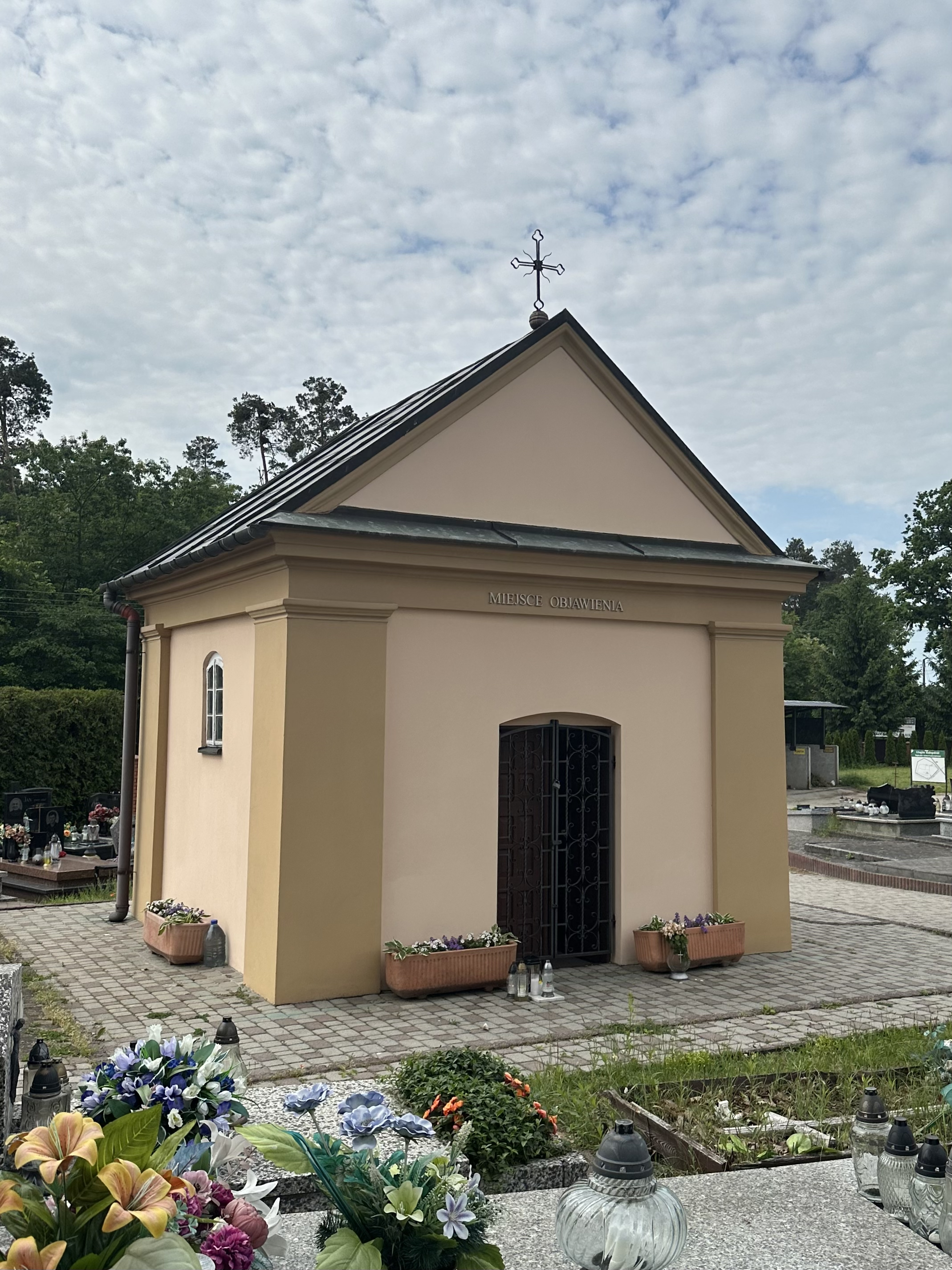
Kapliczka ze studzienką na cmentarzu w Głogowie Młp. – widok z zewnątrz
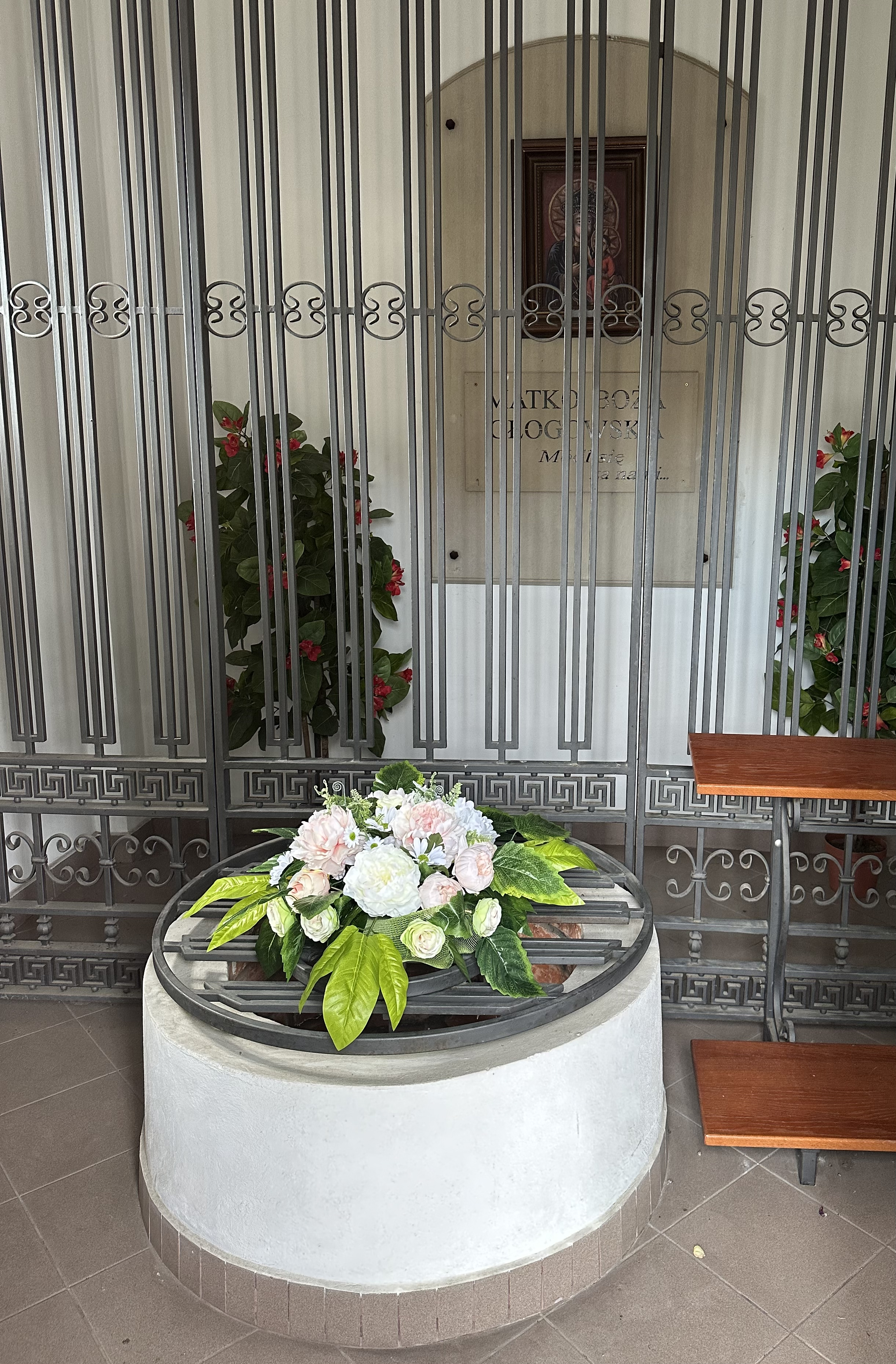
Kapliczka ze studzienką na cmentarzu w Głogowie Młp. – widok wewnątrz (studnia i obraz Matki Bożej Głogowskiej)
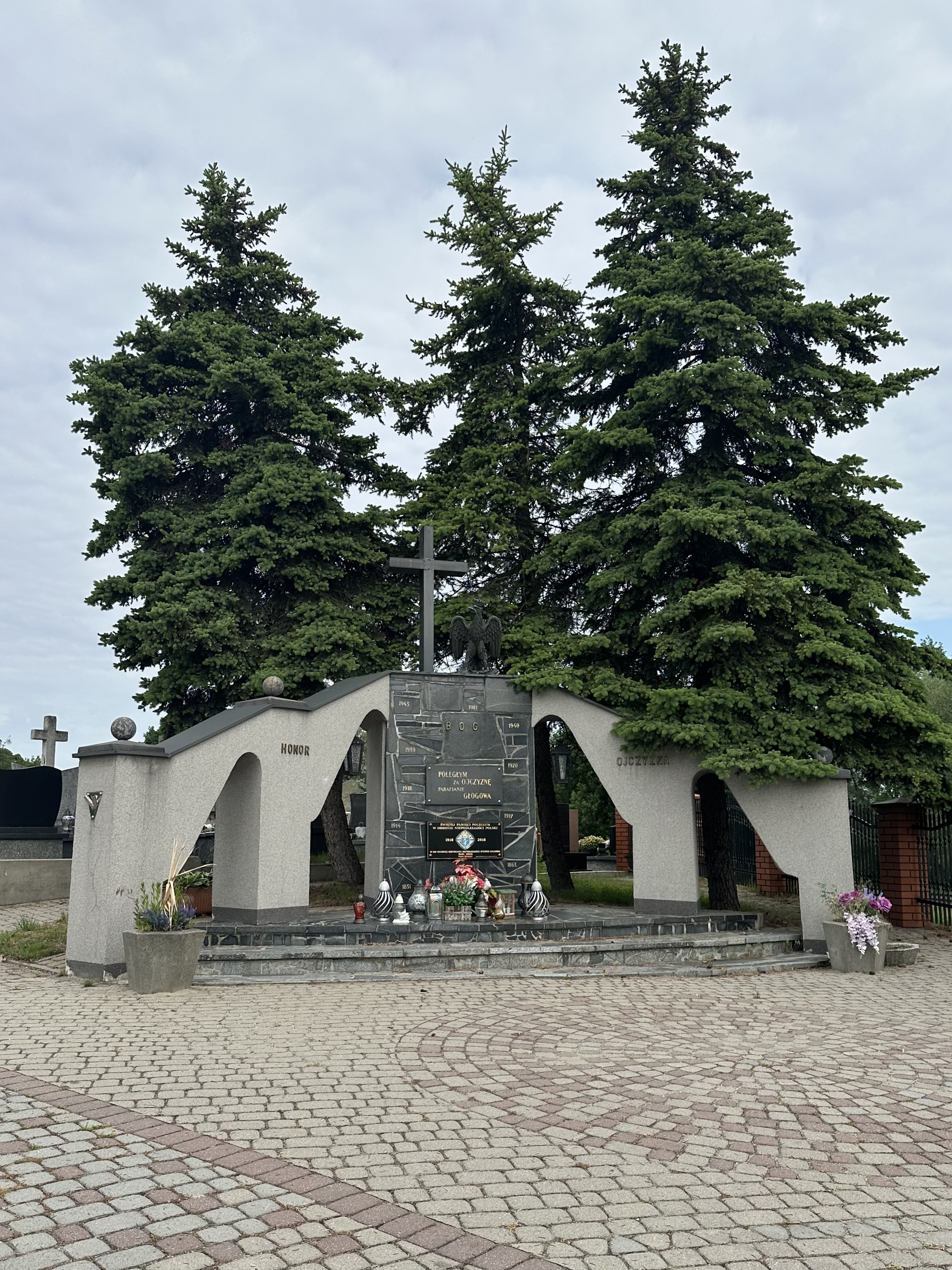
Pomnik poległym za Ojczyznę na cmentarzu w Głogowie Młp.